# Los Córdobas (ort)
Los Córdobas är en ort i Colombia.   Den ligger i departementet Córdoba, i den nordvästra delen av landet, 500 km nordväst om huvudstaden Bogotá. Los Córdobas ligger 10 meter över havet och antalet invånare är 2 007.
Terrängen runt Los Córdobas är platt. Havet är nära Los Córdobas åt nordväst. Runt Los Córdobas är det ganska glesbefolkat, med 43 invånare per kvadratkilometer. Närmaste större samhälle är Arboletes, 9,3 km sydväst om Los Córdobas. Omgivningarna runt Los Córdobas är en mosaik av jordbruksmark och naturlig växtlighet.